# مارسيو مارتينز
مارسيو مارتينز (بالبرتغالية: Márcio Fábio Martins‏) هو لاعب كرة قدم برازيلي في مركز الوسط، ولد في 30 أبريل 1980 في Ibitinga ‏ في البرازيل. لعب مع غويتاكاس وفيتوريا دي غيماريش ونادي سيارا ونادي غواراني ونادي فيغورينسي.